# ملعقة شاي

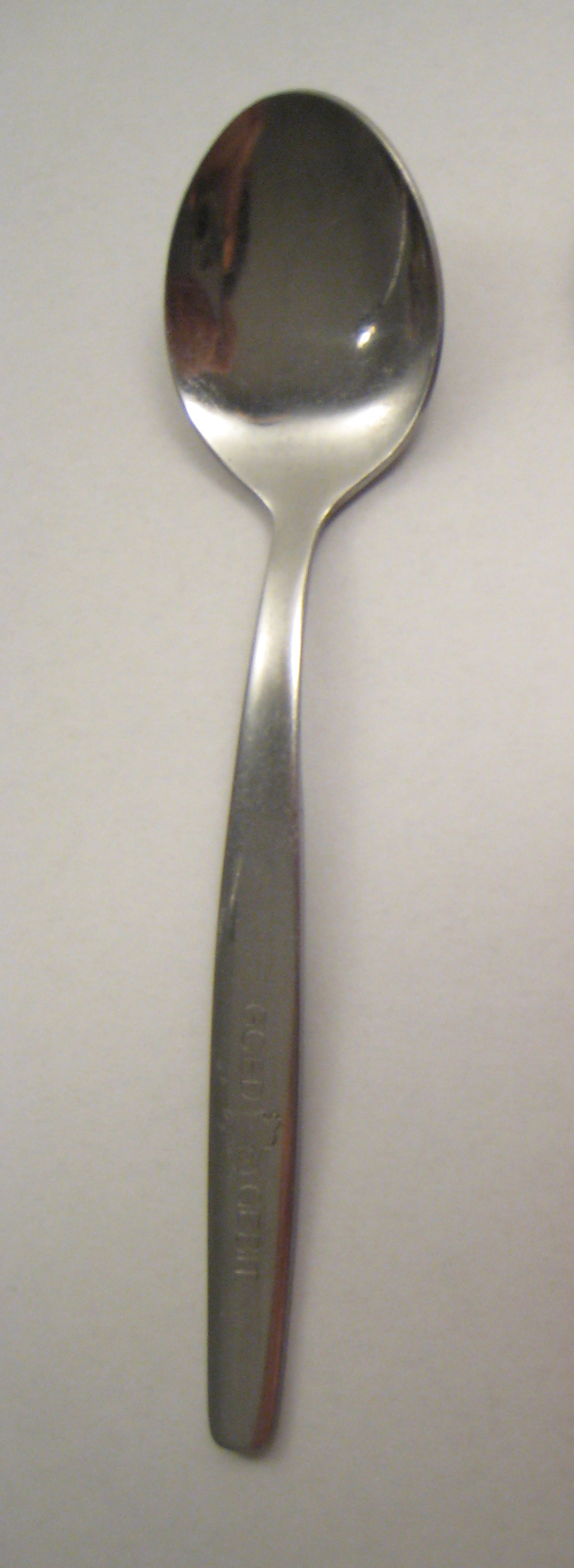
ملعقة شاي.

ملعقة الشاي هي أداة من أدوات المائدة تستخدم لتحلية الشاي بواسطة السكر، وقد تستخدم في تحلية المشروبات الأخرى كالقهوة وغيرها؛ كما تستخدم في بعض الأحيان كوحدة قياس للكمية أو الحجم.
ورد ذكر ملعقة الشاي لأول مرة في إعلان في نسخة من صحيفة ذا لندن غازيت تعود إلى سنة 1686.

## التصميم

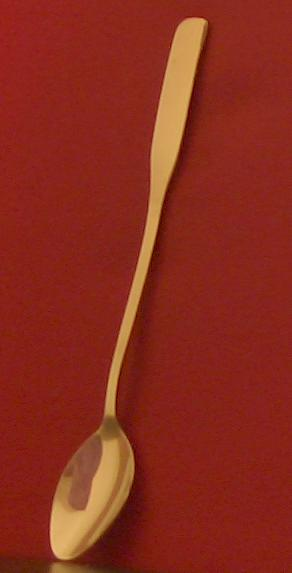
ملعقة لشاي المثلج.

تصنع ملاعق الشاي غالباً من الفولاذ غير القابل للصدأ (الستانلس ستيل) أو من المعادن النفيسة في بعض الأحيان مثل الفضة أو الذهب.
يوجد نماذج من معالق الشاي التي تكون ذات "عنق" (مقبض) طويل نسبياً والمخصصة لتناول المثلجات، وفي بعض الأحيان ذات سعة أكبر تعادل ضعف كمية ملعقة الشاي.